# 엔교지구치역
엔교지구치역(일본어: 円行寺口駅)은 일본 고치현 고치시에 위치한 시코쿠 여객철도 도산 선의 철도역이다. 역 번호는 K02이며, 단선 승강장 1면 1선을 지닌 지상역이자 무인역이다.

## 타는 곳
| ■ 도산 선 | (하행) | 이노 · 스사키 · 구보카와 방면 |
| ■ 도산 선 | (상행) | 고치 · 도사야마다 방면        |

## 역 주변
- 시코쿠 은행

## 역사
- 1964년 10월 1일 : 일본국유철도의 역으로서 개업.
- 1987년 4월 1일 : 국철 분할 민영화에 의해 시코쿠 여객철도가 승계.
- 2008년 2월 26일 : 도산 선 입체 연속 입체 교차가 완성돼, 고가역으로 전환.

## 인접 역
| 시코쿠 여객철도 도산 선          | 시코쿠 여객철도 도산 선 | 시코쿠 여객철도 도산 선   |
| -------------------------------- | ----------------------- | ------------------------- |
| K 01 이리아케 다도쓰 · 고치 방면 | 도산 선                 | 아사히 K 03 구보카와 방면 |